# Jönssonligan & Dynamit-Harry
Jönssonligan & Dynamit-Harry (stiliserat Jönssonligan & DynamitHarry) är en svensk film från 1982 regisserad av Mikael Ekman.
Filmen är den andra i serien om Jönssonligan och är till stora delar baserad på filmen Olsenbanden går amok från 1973 och blev den sista filmen Nils Brandt medverkade i rollen som ligans tredje medlem Rocky.

## Handling
Jönssonligan befinner sig i Berns salonger och ska bryta sig in i ett kassaskåp av märket Franz Jäger. Plötsligt dyker Vanhedens kusin Dynamit-Harry upp, kraftigt berusad. Harry förstör det välsmorda stöldförsöket och ligans ledare Charles-Ingvar "Sickan" Jönsson hamnar i fängelse. Tio månader senare släpps Sickan fri och har en ny plan. Den här gången är det tänkt att ligan ska bryta sig in hos ärkerivalen och tvivelaktige finansmannen Wall-Enberg och råna honom på en ansenlig summa pengar. Till sin hjälp tar man den nu nyktra Dynamit-Harry. Hans kunskap om dynamit är dock en smula bedagad vilket Jönssonligan snart blir varse. Även polisen är intresserad av Wall-Enberg och en äregirig kommissarie planerar ett tillslag.

## Rollista
- Gösta Ekman – Charles-Ingvar "Sickan" Jönsson
- Ulf Brunnberg – Ragnar Vanheden
- Nils Brandt – Rocky
- Björn Gustafson – Harry "Dynamit-Harry"
- Carl Billquist – Kriminalinspektör Persson
- Dan Ekborg – Kriminalassistent Gren
- Sten Ardenstam – Herr Appelgren, "Äpplet", Catrins far
- Mona Seilitz – Catrin Appelgren, "Plommonet"
- Weiron Holmberg – Biffen
- Jarl Borssén – Nattvakten
- Lena Söderblom – Sekreteraren Fru Lundberg
- Per Grundén – Direktör Wall-Enberg
- Peder Ivarsson – Bill
- Peter Harryson – Polis
- Jan Nygren – Poliskollega
- Jan Waldekranz – Polisobservatör
- Gösta Krantz – Fångtransportör
- Henrik S. Järrel – Cyklisten
- Börje Nyberg – Direktören på Berns
- Philip Zandén – Affärsman på Berns
- Carl-Lennart Fröbergh – Polis
- Mats Lindblom – Kriminalteknikern

## Om filmen

### Bakgrund
Eftersom den första filmen om Jönssonligan blev en publiksuccé och kommersiellt framgångsrik bestämde filmbolaget att göra en andra film baserad på Jönssonligan som till stora delar bygger Olsenbanden går amok från 1973.

### Rollsättning
Det var tänkt att Carl-Gustaf Lindstedt skulle spelat rollen som Dynamit-Harry men han var tvungen att hoppa av. Rollen var därefter nära att gå till Ernst-Hugo Järegård, men gick slutligen till Björn Gustafson. Det ryktas även om att Gösta Ekman frågade Hans Alfredson om han ville spela rollen, vilket han tackade nej till.